# Judi Andersen

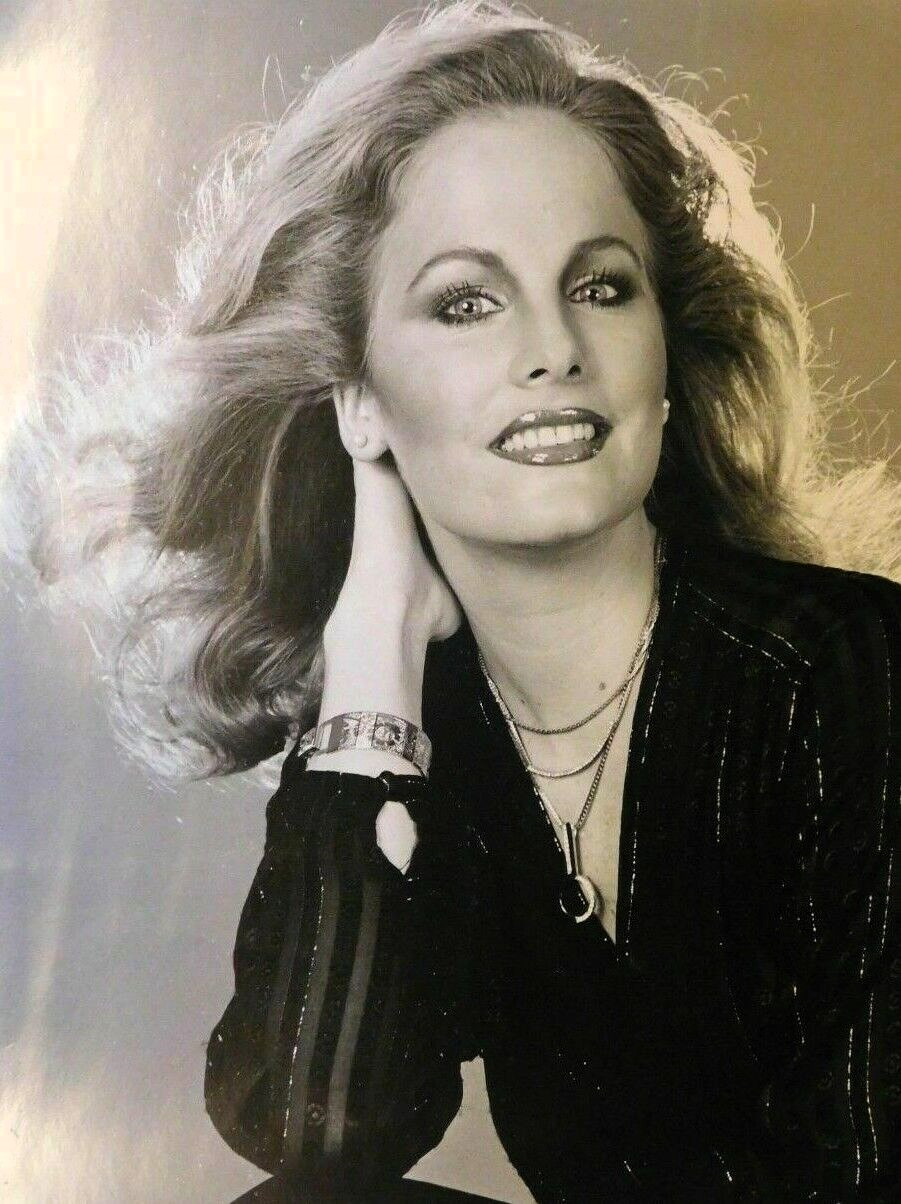
Judi Andersen

Judi Andersen (Hawaii, 1958) è una modella statunitense.

## Carriera
Judi Andersen vinse il concorso Miss Hawaii nel 1977, ottenendo la possibilità di rappresentare il proprio stato a Miss USA, trasmesso in tutta la nazione in diretta da Charleston (Carolina del Sud) nel maggio 1978. La Andersen vinse la corona di Miss USA, diventando la terza donna hawaiana a vincere il titolo.
La Andersen ha quindi rappresentato gli Stati Uniti a Miss Universo 1978, quell'anno tenuto in Messico, dove però arriva al secondo posto, dietro soltanto a Margaret Gardiner rappresentante del Sudafrica. In seguito la Andersen ha aperto e gestito una clinica di chiropratica.